# Maria Pigłowska
Helena Maria Pigłowska (ur. 24 lutego 1876 w Fośni, zm. 2 listopada 1942 w Warszawie) – działaczka niepodległościowa i społeczno-oświatowa, wywiadowczyni i kurierka Polskiej Organizacji Wojskowej, dama Orderu Virtuti Militari, uczestniczka wojny polsko-bolszewickiej i III powstania śląskiego, bibliotekarka.

## Życiorys
Przyszła na świat jako córka Feliksa Paschalisa i Emilii z Bajkowskich małżonków Baranowskich. Urodziła się w majątku Fośnia (Chwośnia Wielka) w ówczesnym powiecie owruckim guberni wołyńskiej. Uczyła się w ośmioklasowym państwowym gimnazjum, a następnie na kursach pedagogicznych w Kijowie. Ukończyła je w 1896.
15 maja 1896 w Tbilisi wyszła za mąż za sędziego Teofila Władysława Pigłowskiego. Na Kaukazie w 1897 urodziła córkę Wandę, a 13 października 1901 córkę Zofię Feliksę. Za granicą spędziła 9 lat, działając na polu edukacyjnym w polskich koloniach oraz w polskich organizacjach dobroczynnych. W 1906 wyjechała do Krakowa, by umożliwić córkom naukę. Przez 3 lata uczęszczała na Wydział Humanistyczny Uniwersytetu Jagiellońskiego jako wolna słuchaczka. W 1910, po śmierci męża, zamieszkała w Kijowie z córkami. Objęła posadę kierowniczki pensjonatu przy Żeńskiej Szkole Handlowej Wołodkiewiczowej przy ul. Kuźniecznej 44.
Po wybuchu I wojny światowej zaangażowała się w działalność niepodległościową. Wśród jeńców wojennych szukała Polaków (głównie byłych legionistów). Pomagała im materialnie, przechowywała w pensjonacie i pomagała w ucieczce. Polaków zsyłanych na Syberię zaopatrywała w żywność i odzież. Środki przekazywane przez rodziców pensjonariuszek przeznaczała na pomoc bieżeńcom. Prowadziła zbiórkę środków finansowych na rzecz Polskiej Organizacji Wojskowej. Od 1916 w działalności konspiracyjnej pomagała jej córka Zofia (przenosiła dokumenty, broń, materiały wybuchowe, szukała wśród jeńców Polaków, zbierała datki na POW, dostarczała żywność Polakom więzionym w carskich więzieniach).
Od początku 1918 Maria Pigłowska, najpierw pod okupacją niemiecką, a potem bolszewicką, działała w Polskiej Organizacji Wojskowej Wschód. Po bitwie pod Kaniowem oddała pokoje pensjonatu, w tym własne mieszkanie, na konspiracyjną kwaterę POW. Zorganizowano tu komendę placu, etap kurierów, skład broni i amunicji. Ukrywali się tam peowiacy, legioniści, uciekierzy z więzienia i zamachowcy. Organizowano tu wykłady wojskowe i kursy radiotelegraficzne. Sama skończyła kurs podoficerski. Kursy Pigłowska organizowała też w gmachu Szkoły Handlowej w Kijowie. Córka Marii, Zofia, wynajdowała na dworcach kolejowych legionistów, dawała im paczki z ubraniami i wskazywała adres pensjonatu matki.
Wiosną 1919, podczas odprawy Komendy Naczelnej w pokoju Marii Pigłowskiej, do pensjonatu weszli agenci CzeKa, by dokonać rewizji. Pigłowska przekonała ich, że w zamkniętym na klucz pokoju ma dziecko chore na tyfus plamisty. Po szybkiej rewizji czekiści wyszli. Przy późniejszych przeszukaniach Pigłowska pokazywała zaświadczenie, które dostała podczas pierwszej rewizji, że niczego podejrzanego nie znaleziono. W końcu maja 1919 została skompromitowana. Czekiści znaleźli u jednego z aresztowanych adres jej pensjonatu. Komenda Naczelna III POW podjęła decyzję o likwidacji kwatery. Nie udało się wynieść wszystkich materiałów. Pigłowska sama, pod osłoną nocy, pozbywała się pozostałych dokumentów, ukrywając je w bezpiecznym miejscu.
Majątek Pigłowskiej zajęli bolszewicy. Jako skompromitowana dobrowolnie zgłosiła się na kurierkę. W czerwcu 1919 wraz z córkami przeszła przez front polsko-bolszewicki, dotarła z raportami do Warszawy, by następnie wrócić do Kijowa. W sierpniu 1920 ponownie przekroczyła front i dostała się do Warszawy. We wrześniu wyjechała do Fośni i stamtąd w chłopskim przebraniu trafiła do stolicy.
Przez kilka miesięcy była kierowniczką bursy Towarzystwa Gniazd Sierocych w Warszawie. W maju 1920 została mianowana kierowniczką czołówki opatrunkowo-żywnościowej Czerwonego Krzyża przy 1 Dywizji Piechoty Legionów w Grajewie Mołodecznie. Z grupą Czerwonego Krzyża uczestniczyła w III powstaniu śląskim.
W 1921 zamieszkała na warszawskiej Pradze przy ul. Środkowej 11 m 3. W 1922 ukończyła kurs bibliotekarski. Od 1921 pracowała w Bibliotece im. Staszica. Do 1932 była jej kierowniczką.
Należała do niej osada wojskowa o powierzchni 12 ha w Hłaskowszczyźnie w powiecie nieświeskim. Była członkinią Związku Osadników. W Hłaskowszczyźnie zorganizowała bibliotekę. Należała do Związku Peowiaków w Warszawie.
Opiekowała się chorą bratową i jej córką, które mieszkały w ZSRR. Brat Marii jako żołnierz polski musiał się ukrywać i nie mógł pomóc rodzinie w powrocie do kraju.
Została pochowana na Cmentarzu Powązkowskim w Warszawie (kwatera 146a, rząd 3, miejsce 28). Na epitafium czytamy: DZIAŁACZKA SPOŁECZNA I NIEPODLEGŁOŚCIOWA. W tej samej kwaterze pochowana jest jej córka Zofia (zm. 7 października 1989). Zofia była żoną Jana II Laskowskiego (ur. 1892), majora piechoty Wojska Polskiego, kawalera Orderu Virtuti Militari. W dniu 30 maja 1936 Komitet Krzyża i Medalu Niepodległości odrzucił wniosek o nadanie jej tego odznaczenia „z powodu braku pracy niepodległościowej”.

## Ordery i odznaczenia
- Krzyż Srebrny Orderu Wojskowego Virtuti Militari nr 7614 – 17 maja 1922 „za czyny w b. POW na Wschodzie (KN III)”[9][10]
- Krzyż Niepodległości z Mieczami – 21 kwietnia 1937 „za pracę w dziele odzyskania niepodległości”[11][12][13]
- Brązowy Medal Polskiego Towarzystwa Czerwonego Krzyża[1].
- Krzyż POW